# Telefónica
Telefónica S.A. (wcześniej Compañía Telefónica Nacional de España) – główny operator usług telekomunikacyjnych w krajach hiszpańsko- i portugalskojęzycznych, Wielkiej Brytanii i Niemczech. Ma znaczące udziały w rynku w ponad 25 krajach. Jego siedziba znajduje się w Madrycie.
W roku 2005 przedsiębiorstwo przejęło brytyjskiego operatora O2 plc oraz Český Telecom.
Ponadto Telefónica jest właścicielem spółki Distribuidora de Television Digital S.A., operatora cyfrowej telewizji satelitarnej Movistar+.